# 정선환
정선환(James Sun-hwan Chung, 1940년 5월 6일 ~ )은 세계 최고의 당수도, 합기도 및 태권도 그랜드마스터 중 한 명이다. 그는 무술도(Martial Arts United)라는 무술의 창시자이며 세계 무술 아카데미(World Academy of Martial Arts, LLC)의 회장이다.